# Blues Foundation
Die Blues Foundation ist eine amerikanische Stiftung, die sich der Förderung und Erhaltung des Blues verschrieben hat. Der Sitz der 1980 gegründeten Stiftung ist Memphis, Tennessee. Ihr sind 165 Organisationen verbunden.
Sie vergibt jährlich die Blues Music Awards, bis 2006 Handy Awards, die wichtigsten Musikpreise der Blues-Musik, und betreibt die Blues Hall of Fame. Neben diesen Preisen für Musiker selbst vergibt sie die Keeping the Blues Alive Awards, die ausschließlich an Nicht-Musiker vergeben werden, die sich um die Erhaltung der Blues-Tradition verdient gemacht haben.
Jährlich einmal veranstaltet sie an der Beale Street in Memphis die International Blues Challenge. Dabei gibt es sowohl eine Konferenz für die verschiedenen Blues-Gesellschaften in den USA als auch einen Bandwettbewerb für Bands ohne einen Plattenvertrag. Zur Nachwuchsförderung der Stiftung gehört ebenfalls ein Blues-in-der-Schule-Programm und der HART Fund (Handy Artist Relief Trust), ein nach W. C. Handy benannter Sozialfonds zur Unterstützung von Künstlern.
Die Stiftung ging auf eine Anzahl früherer regionaler und lokaler Blues-Stiftungen und -Gesellschaften zurück und war die erste derartige Organisation auf nationaler Ebene. Sie hat ihren Sitz im ehemaligen Wohnhaus von W. C. Handy in der Beale Street. Im Jahr 2003 betrug ihr Budget etwa 1 Million US-Dollar im Jahr.